# Гранд-Ридж (Флорида)
Гранд-Ридж (англ. Grand Ridge) — місто (англ. town) в США, в окрузі Джексон штату Флорида. Населення — 882 особи (2020).

## Географія
Гранд-Ридж розташований за координатами 30°42′41″ пн. ш. 85°1′10″ зх. д. / 30.71139° пн. ш. 85.01944° зх. д. (30.711261, -85.019566).  За даними Бюро перепису населення США в 2010 році місто мало площу 10,66 км², з яких 10,23 км² — суходіл та 0,43 км² — водойми. В 2017 році площа становила 11,45 км², з яких 11,02 км² — суходіл та 0,43 км² — водойми.

## Демографія
Згідно з переписом 2010 року, у місті мешкали 892 особи в 362 домогосподарствах у складі 243 родин. Густота населення становила 84 особи/км².  Було 421 помешкання (39/км²).
Расовий склад населення:
| - 90,8 % — білих - 5,2 % — чорних або афроамериканців - 1,5 % — корінних американців - 0,1 % — вихідців з тихоокеанських островів |

До двох чи більше рас належало 2,1 %. Частка іспаномовних становила 1,2 % від усіх жителів.
За віковим діапазоном населення розподілялося таким чином: 24,8 % — особи молодші 18 років, 61,2 % — особи у віці 18—64 років, 14,0 % — особи у віці 65 років та старші. Медіана віку мешканця становила 40,2 року. На 100 осіб жіночої статі у місті припадало 86,6 чоловіків;  на 100 жінок у віці від 18 років та старших — 89,5 чоловіків також старших 18 років.
Середній дохід на одне домашнє господарство  становив 54 741 долар США (медіана — 34 732), а середній дохід на одну сім'ю — 57 827 доларів (медіана — 39 917). За межею бідності перебувало 13,6 % осіб, у тому числі 21,8 % дітей у віці до 18 років та 6,6 % осіб у віці 65 років та старших.
Цивільне працевлаштоване населення становило 345 осіб. Основні галузі зайнятості: освіта, охорона здоров'я та соціальна допомога — 30,4 %, публічна адміністрація — 13,3 %, транспорт — 12,5 %, будівництво — 11,9 %.